# Operació binària

Esquema d'operació binària

Una operació binària és aquella que està aplicada a dos objectes. En operar dos elements, se n'obté un tercer. Els símbols que representen les operacions binàries són diversos i sovint s'escriuen enmig dels dos elements a operar.
Formalment una operació binària en el conjunt A és una aplicació d'elements del producte cartesià A×A en A. Siguin x, y elements de A; si l'operació binària es representa amb el símbol ∗ llavors es denota la imatge del parell (x,y) per l'operació com x∗y.
Uns exemples comuns d'operació binària són:
- Al conjunt dels nombres enters, la suma i el producte.
- La unió i la intersecció de dos conjunts.
- Al conjunt de funcions amb el domini igual al codomini, la composició.
- Al conjunt de matrius quadrades n×n: La suma de matrius i el producte.

## Conseqüències de la definició d'operació binària
- Com que l'operació binària és una funció, només se li assigna un element anomenat resultat.
- En agafar un element del conjunt A i realitzar-li una operació binària amb un altre element del mateix conjunt A, tots els resultats d'aquesta operació han d'estar definits; és a dir, ha d'existir un resultat per cada operació.

## Propietats que poden complir
Una operació binària (A,∗) definida al conjunt A pot complir propietats com les següents:
- Propietat associativa: Si per a qualssevol x, y, z de A es verifica que: x∗(y∗z) = (x∗y)∗z. Aquesta propietat permet estendre l'operació a més de dos operands.

- Propietat commutativa: Si per a qualssevol x, y de A es verifica que x∗y = y∗x.

- Element neutre: És un element e de A tal que per a tot element x de A es verifica que x∗e = e∗x =x

- Element invers: Si l'operació té element neutre e, donat un element x de A, es diu que té element invers si existeix un altre element, x′ tal que x∗x′ = x′∗x = e.

## Exemples
- Sigui (ℕ,+):
  - Compleix la propietat associativa: a+(b+c) = (a+b)+c (Exemple: 1+(3+8) = (1+3)+8);
  - compleix la propietat commutativa: a+b = b+a (Exemple: 5+4 = 4+5);
  - el zero és el seu element neutre: 0+a = a+0 = a (Exemple: 0+7 = 7+0 = 7);
  - no té element invers.

- Sigui M el conjunt de matrius quadrades n×n. El producte de matrius és una operació binària a M que:
  - Compleix la propietat associativa: A·(B·C) = (A·B)·C;
  - no compleix la propietat commutativa, A·B no és el mateix que B·A;
  - la matriu identitat I és el seu element neutre car compleix A·I = I·A = A;
  - alguns elements A de M tenen un invers A−1 tal que A·A−1 = A−1·A = I. Per tant, el conjunt de matrius quadrades invertibles n×n, forma un grup no commutatiu.

- Sigui X el conjunt de funcions reals d'una variable real ℝ → ℝ que són bijectives. L'operació ∘ de composició de funcions és una operació interna a X. Compleix la propietat associativa, no és commutativa, té element neutre que és la funció identitat i totes les funcions tenen funció inversa per ser bijectives. Per tant, (X, ∘) és un grup no commutatiu.